# Groby Castle

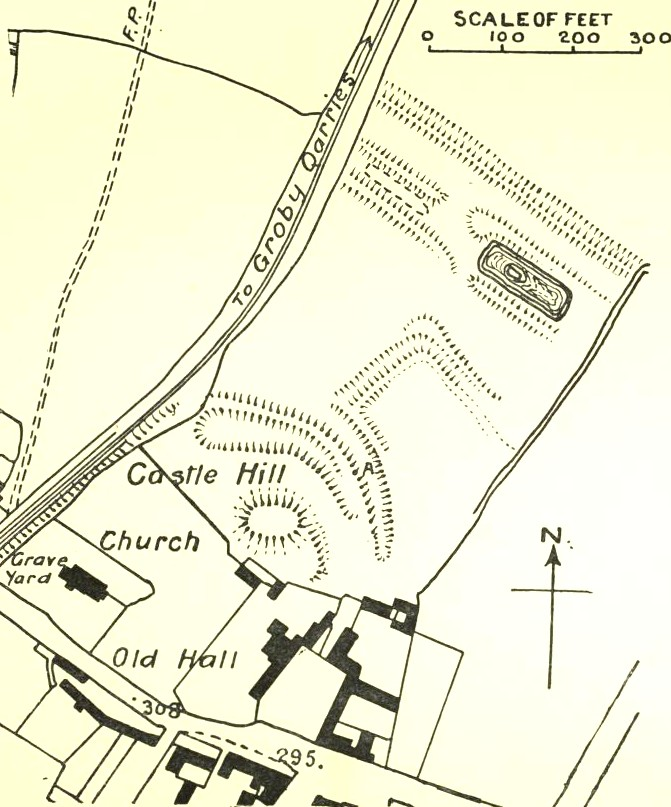
Grundriss von Groby Castle

Groby Castle ist eine abgegangene Burg im Dorf Groby nordwestlich von Leicester in der englischen Grafschaft Leicestershire.

## Geschichte
Nach der normannischen Eroberung Englands kam die Gegend in den Besitz von Hugues de Grandmesnil Groby war eine von 67 Grundherrschaften, die Grantmesnil laut Domesday Book von 1086 in Leicestershire besaß. Die Victoria County History of England für Leicestershire erwähnt, dass Grantmesnil Groby Castle erbauen ließ, und das Archiv von Historic England bestätigt dies. Aber der mittelalterliche Historiker Reginald Allen Brown glaubt, dass die Burg eher im dritten Viertel des 12. Jahrhunderts vom Earl of Leicester in Auftrag gegeben wurde. Dieser Bauzeitraum wurde auch von Professor Leonard Cantor und David Cathcart King bestätigt. Ausgrabungen in den 1960er Jahren enthüllten, dass der Mound um einen Steinturm errichtet wurde.
Zusammen mit Leicester Castle und Brackley Castle war Groby Castle eine der drei Burgen, die dem Earl gehörten und auf Befehl König Heinrichs II. nach der Revolte von 1173–1174, die unter der Führung seines Sohnes, des Prinzen Heinrich, stand, zerstört wurden. Im 13. Jahrhundert wurde ein Herrenhaus aus Stein auf dem Gelände errichtet, das später Groby Old Hall genannt wurde. Der Geschichtswissenschaftler William Burton notierte Anfang des 17. Jahrhunderts, dass Groby Castle „vollständig ruiniert und verschwunden war und nur Mounds, Ringmauern und Gräben zu sehen waren“.
Heute ist noch ein Fragment einer Mauer erhalten, zusammen mit Erdwerken, die aus einem großen Erdmound auf der Rückseite des Herrenhauses bestehen. Einen Teil des ehemaligen Burggeländes nimmt eine Kirche ein. In den Jahren 1962 und 1963 führte man in Vorbereitung des Baus der Landstraße A50 in der Nähe Ausgrabungen durch. Beim Bau der Straße, die durch den Nordostteil der Motte verläuft, wurden Teile der Befestigung der Burg zerstört. Im April 2010 wurden im Rahmen der archäologischen Fernsehsendung Time Team Ausgrabungen an der Burg durchgeführt.
Groby Castle ist ein Scheduled Monument; es ist also ein “national wichtiges” historisches Bauwerk und eine Ausgrabungsstätte, die gegen unerlaubte Veränderungen geschützt ist.